# 刘志强 (1961年)
刘志强（英語：Alan Lowe，1961年12月—），加拿大华裔政治人物，曾經当选不列颠哥伦比亚省会维多利亚市市长，任期为1999年至2008年。